# Cláudia Acte
Cláudia Acte (século I) foi uma escrava liberta que viveu na época do Império Romano. Foi amante do imperador Nero. 
Originária da Ásia Menor pode ter sido escrava do Imperador Cláudio ou comprada mais  por sua filha Otávia, que se casou com Nero em 53 A.D., depois que este se converteu em aliado de Cláudio. 
Conforme o costume da época, Acte adotou o nome da gens do senhor, a Gens Cláudia, tornando-se Cláudia Acte. Dela não se conhecem a data de nascimento e morte mas, entre 55 e 68, A.D., sua vida esteve ligada à de Nero. O historiador Dião Cássio faz uma breve apresentação dela na sua História romana. Cláudia Acte foi uma grande paixão de Nero, que desejou se casar com ela, apesar da imensa barreira social entre ambos e da oposição da mãe de Nero, Agripina, 

## Vida
Desde criança, Acte vivia na casa de Domícia, tia-avó do futuro imperador Nero, onde também viveu o futuro imperador. 
Após a morte do seu pai adotivo Cláudio, Nero  tornou-se imperador, aos 17 anos e levou  Acte, que tinha 16 anos, para o palácio. Nero libertou-a,  pretendendo casar-se com ela. Mas o casamento nunca seria concretizado.
Agripina não desejava o casamento do filho com Acte. Nero casar-se-ia com a filha de Cláudio e Messalina, Octávia, mas acabou por repudiá-la e de novo pretendeu casar-se com Acte. Novamente Agripina agiu.
Segundo Suetônio, Nero tentou se casar com Acte depois de ter estuprado a vestal Rubria, subornando alguns ex-cônsules para que eles jurassem em falso que Acte tinha sangue real. Depois de Acte, Nero se "casou" com Esporo, um rapaz que ele castrou e fez agir como se fosse sua esposa legítima, com uma cerimônia de casamento.
Nero suicidou-se quando Tigelino abria as portas de Roma ao general Galba. Segundo Tácito e Suetônio, Acte custeou e organizou os funerais de Nero, tendo sido uma das poucas pessoas que lhe permaneceu fiel. Nas palavras de Suetônio, "seus funerais custaram duzentos mil sestércios[...]. Suas amas Egloge e Alexandria e a concubina Acte depositaram suas cinzas no mausoléu fúnebre dos Domícios, que se ergue no Campo de Marte...".